# 윤기중
윤기중(尹起重, 1931년 12월 19일~2023년 8월 15일)은 대한민국의 경제학자이다. 연세대학교 응용통계학과 명예교수이며, 윤석열 대한민국 제20대 대통령의 부친이다.

## 생애
그의 집안은 고려(高麗)의 개국공신인 윤신달을 시조로 삼고 있으며, 시조로부터 34세손인 윤호병과 인동 장씨의 3남 4녀 중 삼남으로 태어났다. 이후 공주농업고등학교를 졸업해 연세대학교 경제학과, 1958년에 연세대학교 대학원을 수료했다. 이후 일본 문부성 국비 장학생으로 선발되어 일본 히토츠바시대학에서 경제학 석사를 수료했다.
1958년부터 1997년까지 한양대학교와 연세대학교 교수로 봉직했다. 1997년까지 연세대학교 응용통계학 교수 및 한국통계학회, 한국경제학회 회장 등을 겸임하였다.
2021년 연세대학교 명예교수로 재직했다.
2021년 4월 2일 아들 윤석열과 함께 서울시장 보궐선거에서 사전투표에 참여해 한표를 행사했다. 함께한 아들 윤석열 전 검찰총장은 보시다시피 아버지께서 거동이 불편하셔서 제가 모시고 함께 왔다고 밝혔다.
2022년 3월 9일 20대 대선에서 아들 윤석열 국민의힘 대통령 후보가 당선되면서 현직 대통령의 아버지가 되었다. 이 사례는 지난 1992년 김영삼 대통령의 아버지 김홍조 옹 이후 30년만에 아들이 대통령에 당선된걸 아버지가 생존하여 본 사례다. 윤석열 대통령은 한 부모만 생존해 계셨던 다른 대통령과는 달리 대통령 취임 기준으로 양친이 모두 생존해 있는 최초의 대통령이다.
2022년 5월 10일 제20대 대통령의 취임식에 비서들의 부축을 받으며 참석하였다.
2022년 6월 아들 윤석열 대통령의 집무실인 용산구 대통령실을 둘러보고 격려와 칭찬을 해주었다고 한다. 이후 함께 대통령실에서 그의 아들과 그의 며느리와 함께 저녁식사를 함께 했다고 한다. 거동이 불편하여서 며느리가 부축하였다고 한다.
2023년 8월 15일 향년 91세를 일기로 별세하였다. 아들 윤석열 대통령과 며느리 김건희 여사는 광복절 경축식이 끝나자마자 서울대병원으로 향했으며 아들 내외가 도착하고 20분간 마지막을 함께하며 눈을 감았다고 한다. 윤석열이 제20대 대통령이 되는 것을 보고 크게 감격했으며 교육자로서 생을 마감했다.

## 학력
- 공주농업고등학교 졸업
- 연세대학교 경제학 학사
- 연세대학교 경제학 석사
- 히토쓰바시 대학 경제학 석사

## 작성 논문
- 한국경제의 불평등 분석

## 저서
- 1986년: 통계학 개론
- 1986년: 수리통계학
- 1987년: SPSS를 이용한 통계자료 분석
- 1996년: 통계학
- 1997년: 한국경제의 불평등분석

## 수상 내역
- 1999년: 3.1문화상 학술상